# Allison, Pennsylvania
Allison är en ort i Fayette County i delstaten Pennsylvania, USA.